# Елушич, Дино
Дино Елушич (хорв. Dino Jelusić; род. 4 июня 1992 год, Пожега, Хорватия), также известный как Дино, — хорватский певец, победитель первого конкурса песни «Детское Евровидение — 2003» и конкурса «Новая волна 2016». Серебряный призёр конкурса «Славянский базар в Витебске» - 2014.

## Биография
Родился 4 июня 1992 года в хорватском городе Пожега, но большую часть жизни прожил в Загребе.
Поёт на сцене с пяти лет. Первую песню написал уже в семь. 
В 2003 году одержал победу на самом первом конкурсе песни «Детское Евровидение» с песней  «Ti si moja prva ljubav», набрав 134 очка.
После «Детского Евровидения» продолжил музыкальную карьеру. В 12 лет стал самым юным номинантом на Хорватскую музыкальную премию «Порин».
Примерно в 2007 у Дино началась ломка голоса, и парень, который рос на музыке таких групп и артистов, как King's X, Слэш, Whitesnake, Dream Theater и Toto, решил сменить направление своей музыки в сторону хард-рока и метала.
В 2009 вместе с продюсером Марком Берри началась запись дебютного альбома Дино в австралийском Мельбурне. А финальные штрихи внёс шведский продюсер Robert Ahrling в Мальмё. В августе 2011 года первый альбом Дино под названием «Living My Own Life» вышел в свет. Но так как ни одной песни с этого альбома Дино не написал сам, вживую их он не исполняет.
В период с 2012 по 2013 год Елушич участвовал в международном проекте Synkropation в Южной Африке, который включал в себя альбом, записанный совместно с разными артистами, включая Мандозу и Дилану. Хотя альбом так и не был выпущен, Дино принял участие в нескольких песнях и выступал перед аудиторией в 50 000 человек.
В 2014 году Елушич занял второе место на международном фестивале «Славянский базар в Витебске» (Беларусь). После этого у него начались проблемы с голосом. В сентябре он перенёс операцию по удалению отёка Рейнке. После операции он записал ещё один альбом, на этот раз полностью написанный им самим. Концептуальный альбом под названием «Prošao sam sve» вышел в ноябре 2014 года. Пластинка основана на автобиографическом романе Марьяна Губины «260 дней» о десятилетнем мальчике, который выживает в военном лагере во время Хорватской войны за независимость 1991–1995 годов.
В 2015 году Дино завоевал четыре награды на фестивале Discovery Fest в Болгарии, одну из которых он получил за песню «Father».
В 2015 году американский барабанщик Джон Макалусо искал вокалиста и клавишника для своей новой американо-хорватской группы Stone Leaders. Елушич присоединился к ним и помог записать их дебютный одноимённый альбом, который вышел в марте 2019 года. В то же время Дино также был участником хорватской метал-группы The Ralph, с которой он выпустил альбом Enter Escape в феврале 2017 года.
В 2016 году его взяли в качестве гастрольного вокалиста в американскую рок-группу Trans-Siberian Orchestra. В том же году он выигрывает конкурс «Новая волна 2016» в Сочи.
По состоянию на конец 2018 года он был с TSO уже в третьем турне. Кроме того, Дино основал свою собственную группу, которая называkfcm Animal Drive и просуществовала с 2013 по 2021. У него теперь длинные волосы, и, как выразился хорватский новостной портал Index.hr, он «звучит и выглядит как крупнейшая рок-звезда», хотя ещё в середине десятых задумывался о том, чтобы бросить музыку, сталкиваясь с проблемами на хорватской сцене.
В мае 2019 года Тони Эрнандо из группы Lords of Black выпустил одноимённый альбом в рамках своего сольного проекта Restless Spirits. Елушич исполнил вокал в двух треках с альбома: «Cause I Know You're the One» и «Lost Time (Not to Be Found Again)». В записи альбома также приняли участие приглашенные артисты Дин Кастроново, Джонни Джоэли и Алессандро Дель Веккьо. В конце 2018 года Дино записал вокал и клавишные для проекта Джорджа Линча Dirty Shirley, в котором также участвовали Уилл Хант на ударных и Тревор Рокс на бас-гитаре. Одноимённый альбом вышел в январе 2020 года и получил положительные отзывы.
Закончил магистратуру Загребской академии музыки в 2020 году.
В 2021 году Дино присоединился к группе Whitesnake в качестве бэк-вокалиста и клавишника.
В марте 2022 года совместно с Майклом Ромео Дино принял участие в сольном альбоме Ромео War of the Worlds, Pt. 2, исполнив все вокальные партии. Маттиас Минёр из немецкого издания Metal Hammer сказал, что Jelusick «поднимает» альбом «на ещё более высокий уровень», чем его предшественник, и завершил свой обзор, сказав, что релиз «вдохновляет на двух уровнях, так что слушателю сложно решить, какой из них важнее».
В декабре 2023 года клавишник Дерек Шеринян и гитарист Рон «Бамблфут» Таль представили новый прогрессивный метал-проект под названием Whom Gods Destroy, взяв на вокал Джелусика, а также Яса Номуру на бас и Бруно Вальверде на барабаны. Их дебютный альбом Insanium вышел в марте 2024 года.

## Дискография
- См. «Dino Jelusić#Discography» в английском разделе Википедии

## Награды и признание
В 2018 году хорватский интернет-сайт «Тулумарка» поместил песню «Ti si moja prva ljubav» («Ты моя первая любовь»), с которой Елушич за 15 лет до того выиграл «Детское Евровидение», на 2-е место своего списка «25-ти лучших песен для исполнения в караоке в состоянии алкогольного опьянения».